# Армавирский район (Армения)
Армавирский район — административно-территориальная единица в составе Армянской ССР и Армении, существовавшая в 1930—1995 годах (название до 1992 года — Октемберя́нский райо́н). Центр — Армавир (название с 1932 по 1995 (1990) годы — Октемберян).

## История
Район был образован 9 сентября 1930 года под названием Курдукулинский район.
В 1935 году Курдукулинский район был переименован в Октемберянский.
В 1992 году Октемберянский район был переименован в Армавирский район.
Упразднён в 1995 году при переходе Армении на новое административно-территориальное деление, став частью Армавирской области.

## География
На 1 января 1948 года территория района составляла 677 км².

## Административное деление
По состоянию на 1948 год район включал 1 город (Октемберян), 4 рабочих посёлка (им. Берия, им. Ворошилова, им. Микояна, им. Сталина) и 26 сельсоветов: Айкаванский, Амасийский, Аразапский, Аргавандский, Аревикский, Армавирский, Арташарский, Бамбакашатский, Бахчаларский, Геташенский, Джанфидинский, Ехегнутский, Кармрашенский (упразднён в 1950 году), Кузигиданский, Куру-Аразский, Маргаринский, Мец-Шагриарский, Мргашатский, Нор-Армавирский, Покр-Шагриарский, Пшатаванский, Октомберский, Советаканский, Тандзутский, Хербеклинский, Шенаванский.